# Еде
Еде (самоназва — «люди, що живуть в заростях бамбука») — народ групи тхионг у В'єтнамі (гірські області провінцій Даклак, Зялай, Контум, Кханьхоа і Фуєн) і Камбоджі (провінція Ратанарікі). Чисельність народу еде у В'єтнамі на 1999 рік становила близько 270 тис. осіб.
Субетнічні групи об'єднуються в єдину спільноту. Основна мова — мова еде західно-австронезійської групи австронезійської сім'ї. Писемність існує з 1920-х років на латинській основі

## Побут
Традиційні заняття народу еде — тваринництво, ручне землеробство, збиральництво, різні ремесла (ковальське, плетіння, гончарство).
Житло у представників народу еде каркасне, на палях, побудоване з дерева. Дуже часто зустрічаються довгі будинки.
Традиційна їжа — рослинна, м'ясо вживають рідко, тільки у свята. Широко поширене жування бетеля і куріння тютюну.

## Традиції
Традиційні вірування представників народу еде — це анімізм. Багатий музичний, пісенний і танцювальний фольклор.
Традиційний чоловічий одяг це пов'язка на стегнах, яку по краях прикрашають вишивкою і бахромою, і куртка, яка застібається спереду. На голові — пов'язка і круглий капелюх з пальмового листя. Жінки народу Еде зазвичай носять довгу незшиту спідницю з широкою вишитою каймою і глухого крою вишиту кофту, браслети, намиста, сережки.